# Квинт Фабий Максим (консул 45 пр.н.е.)
Вижте пояснителната страница за други личности с името Квинт Фабий Максим.
Квинт Фабий Максим (на латински: Quintus Fabius Maximus; † 31 декември 45 пр.н.е.) e политик на късната Римска република.

## Биография
Той произлиза от фамилията Фабии, клон Максими, също така и от Емилиите и Корнелиите. Син е на Квинт Фабий Максим и внук на Квинт Фабий Максим Алоброгик (консул 121 пр.н.е.).
През 57 пр.н.е. той е едил заедно с Квинт Цецилий Метел Пий Сципион. Те нареждат на Тит Помпоний Атик да напише книга за фамилиите Емилии, Корнелии и Фабии Максимии. Фабий реставрира и триумфалната арка Форникс Фабиан (Fornix Fabianus), постоена от дядо му и слага своята статуя вътре. Те не се грижат за нарасналите цени, което води до недоволство сред народа и Помпей трябва да се грижи за сигурността на житното снабдяване.
През 46 пр.н.е. той е легат с Квинт Педий на Юлий Цезар в Испания. Остава там до победата в битката при Мунда (17 март 45 пр.н.е.) и е оставен като генерал да обсажда Мунда. Той има победа и се връща през септември в Рим, къето е награден с получаване на службата суфектконсул за последните три месеца на 45 пр.н.е. На 13 октомври Фабий има право да празнува своя триумф над Испания.
Фабий умира неочаквано в последния ден на консулската си служба. Назначен е нов суфектконсул само за 31 декември 45 пр.н.е. Гай Каниний Ребил.

## Деца
Фабий има двама сина:
- Павел Фабий Максим (консул 11 пр.н.е.)
- Африкан Фабий Максим (консул 10 пр.н.е.), женен за Марция, братовчедка на Август, който му е близък приятел.